# Pierluigi Mantini
Pierluigi Mantini (L'Aquila, 19 febbraio 1956) è un giurista e politico italiano.

## Biografia
Nato all'Aquila, ma residente a Milano, si è laureato in giurisprudenza presso l'Università degli Studi di Firenze e specializzato in scienze amministrative presso l'Università degli Studi di Roma "La Sapienza". È avvocato cassazionista.
Ha insegnato diritto pubblico dell'economia e diritto regionale presso la sede teramana dell'Università degli Studi di Chieti (1985-1988), diritto pubblico dell'ambiente presso il Politecnico di Milano (1989-1990) e legislazione delle opere pubbliche presso l'Università degli Studi di Firenze (1991-1994).
Dal 1994 insegna diritto amministrativo e diritto urbanistico presso il Politecnico di Milano.
È inoltre autore di oltre 150 pubblicazioni scientifiche di diritto amministrativo, pubblico, urbanistico, ambientale nonché direttore di collane giuridiche.

### Attività politica
Di formazione cattolica, ha iniziato la sua attività politica da giovanissimo con il Movimento Politico dei Lavoratori, partito vicino alle Associazioni Cristiane Lavoratori Italiani. Negli anni '90 s'iscrive ad Alleanza Democratica e successivamente ai Comitati per l'Italia che vogliamo a sostegno dell'ex presidente dell'IRI Romano Prodi e Unione Democratica di Antonio Maccanico.
Nel 1994 diventa componente della commissione del Ministero dei lavori pubblici per l'attuazione della legge di riforma dei lavori pubblici.
Nel 1999 aderisce a I Democratici di Prodi e Arturo Parisi, di cui il 5 gennaio 2000 viene eletto nella segreteria nazionale ed è in seguito tra i fondatori di Democrazia è Libertà - La Margherita.
Alle elezioni politiche del 2001 viene eletto alla Camera dei deputati, nella parte proporzionale nella circoscrizione Toscana.
Alle politiche del 2006 è di nuovo ricandidato ed eletto, nelle liste dell'Ulivo, questa volta in Lombardia 1.
Nel 2007 aderisce quindi al Partito Democratico e, alle elezioni del 2008, viene eletto nuovamente deputato, sempre nella circoscrizione Lombardia 1. Nel 2009 aderisce con la sua associazione liberaldemocratica Neo-Dem alla Costituente di Centro e all'Unione di Centro, partito in cui ricopre la carica di responsabile nazionale per le riforme istituzionali.
Il 19 settembre 2013 viene eletto, dalla Camera dei deputati, nel Consiglio di presidenza della giustizia amministrativa. Nel 2015 è nominato nella commissione di studio del Governo per il recepimento delle direttive europee in materia di appalti e concessioni ed è tra i redattori del nuovo Codice dei contratti pubblici.
Dal 2016 è componente della commissione appalti dell'Autorità nazionale anticorruzione (ANAC).
È attualmente Consigliere giuridico presso la Struttura Commissariale della Presidenza del Consiglio dei ministri per la ricostruzione dell'Italia centrale e presso il Ministero delle infrastrutture e dei trasporti.

## Opere principali
Tra le opere pubblicate, si cita:
- Buone regole per la casta. Lodi, garanzie parlamentari, insindacabilità, conflitti di interesse ed altre storie Gangemi Editore, 2008;
- Le riforme istituzionali verso la Terza Repubblica Provviste Formiche, 2011;
- Le trasformazioni del diritto urbanistico Cedam, Padova, 2012;
- La legislatura costituente. Le riforme istituzionali e l'Agenda Monti Rubbettino, 2013;
- Nel cantiere dei nuovi appalti pubblici. Semplificazione, efficienza, concorrenza, anticorruzione, Giuffrè, Milano, 2015;
- Il principio di semplificazione nella riforma della Costituzione, Dike Giuridica, 2016.